# Hélène Tremblay
Hélène Tremblay, née à Duparquet, en Abitibi, au Québec est chercheuse, auteure, conférencière et photographe. Pour écrire les livres de sa collection Familles du Monde, elle a voyagé dans 116 pays et habité dans des familles de chaque pays. 
Œuvrant tout d'abord dans le domaine de la production télévisuelle, Hélène Tremblay décide, dans les années 1980, de visiter des familles de partout au monde afin de mieux comprendre l'humanité. Elle a depuis publié 15 livres (pour enfants et pour adultes). 
Cette mission a reçu, entre autres, des appuis de partenaires prestigieux tel l’ACDI, l’UNICEF, le FNUAP et l’UNESCO.  Son œuvre photographique a été exposé deux fois au secrétariat des Nations unies à New York, puis en France, en Allemagne et en 2006 aux Émirats arabes unis. À ce jour, Hélène s’est adressée à près de 100 000 jeunes à travers le monde.

## Ouvrages
Collection Familles du Monde
- Les Amériques et les Caraïbes (français et anglais), 1988
- L’Est, le Sud-Est Asiatique et le Pacifique (français et anglais) 1990
- Collection de 12 pour enfants: (anglais), 1997 Portage & Main Presse
- Le Mali (français et anglais) 2003